# Heath End (Hampshire)
Heath End – wieś w Anglii, w hrabstwie Hampshire, w dystrykcie Basingstoke and Deane. Leży 36 km na północny wschód od miasta Winchester i 75 km na zachód od Londynu.